# Heras (Cantabria)
Heras es una localidad del municipio de Medio Cudeyo (Cantabria, España). Está situada en la margen izquierda de la ría de San Salvador. En el año 2022 contaba con una población de 771 habitantes (INE). La localidad se encuentra a 44 m de altitud, y a 4 km de la capital municipal, Valdecilla. En este pueblo existe un polígono industrial.

## Arquitectura
- Torre de Alvarado, del siglo XVI.
- Monumento al Indiano, más conocido como el Pirulí, en la cima de Peña Cabarga.
- Granja de Heras, actualmente instituto de educación secundaria.

### El embalse

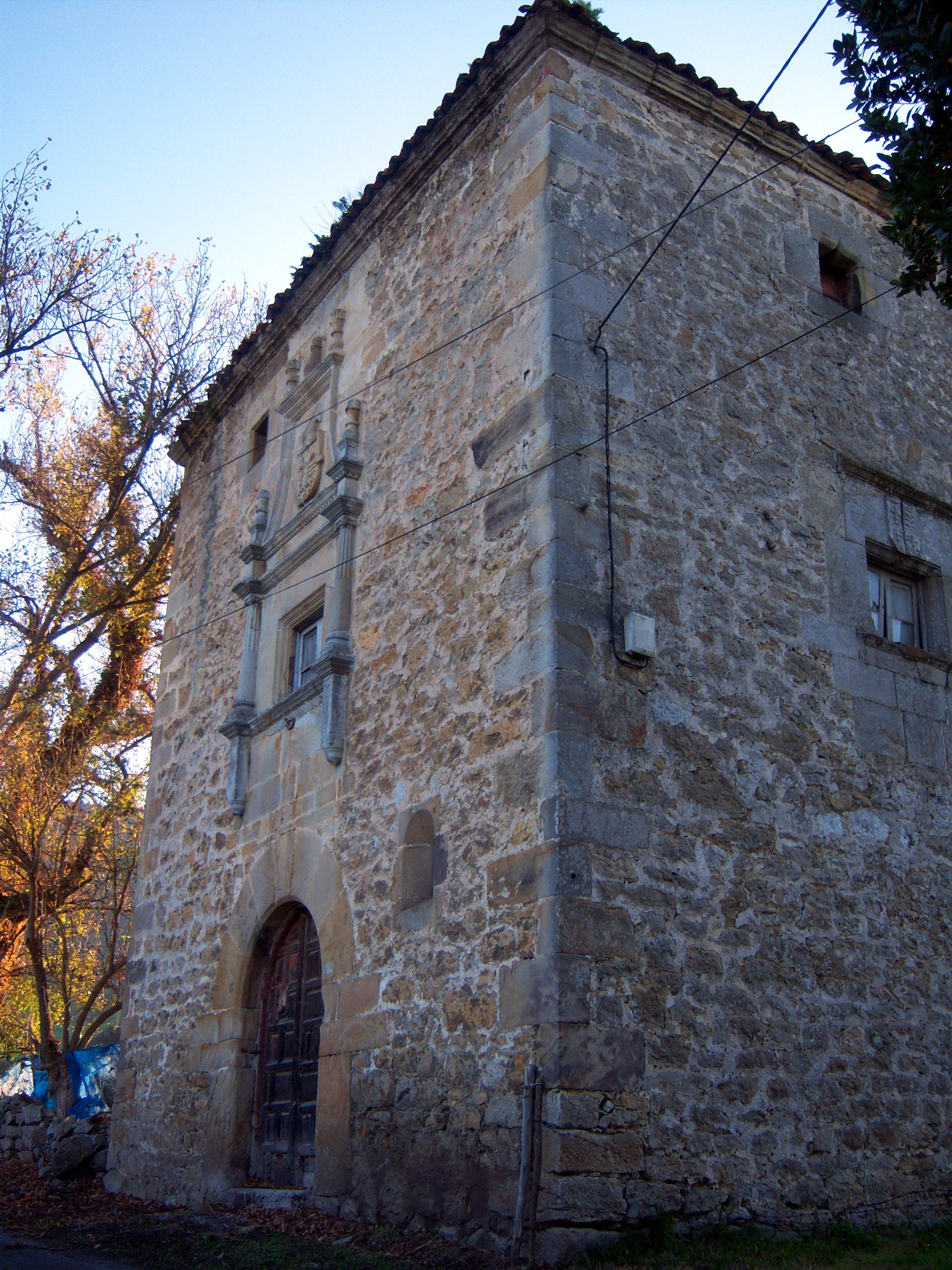
Torre de Alvarado.

Entre Peña Cabarga y el Pico Castillo está el embalse homónimo, cuyos derechos de explotación pertenecen a la fábrica Global Steel Wire de Nueva Montaña (Peñacastillo, Santander).

## Transporte
Heras es accesible por la carretera nacional N-635, la autovía S-10 y la carretera autonómica CA-145. Su estación de ferrocarril dispone de servicio de cercanías de la línea Santander-Liérganes de Renfe Cercanías AM.
| Procedencia/Destino | <            | Línea | >     | Procedencia/Destino |
| ------------------- | ------------ | ----- | ----- | ------------------- |
| Santander AM        | San Salvador |       | Orejo | Liérganes           |